# Džemal Ibrahimović
Džemal Ibrahimović (Sarajevo, 14. ožujka 1919. – Nürnberg, 22. rujna 2003.) je bio imam i potporučnik u protivzračnom (flak odredu) 13. SS "Handžar" divizije.

## Životopis
Ibrahimović je prije služenja u jugoslovenskoj vojsci pohađao čuvenu Gazi Husrev-begovu medresu (islamsku srednju školu). Kasnije je predavao vjeronauk u Banjoj Luci i Sarajevu i radio u izbjegličkom kampu na Alipašinom Mostu. Dobrovoljno se prijavio u diviziju "Handžar" 22. juna 1943. godine.

On se prisjeća:
Imam Ibrahimović je spadao u one najvjernije bošnjačke pripadnike divizije "Handžar", koji su 1945. godine napustili domovinu i s preostalim pripadnicima divizije se povukao u Njemačku. Nije vjerovao tvrdnjama komunista da se pripadnicima divizije nakon povrtaka u Jugoslaviju ništa neće desiti, te je do smrti ostao u Njemačkoj. Živio je u Nürnbergu, te dugo godina radio u Vjerskoj upravi muslimanskih izbjeglica u Saveznoj republici Njemačkoj (Geistliche Verwaltung der Muslimflüchtlinge in der Bundesrepublik e. V.). Osim toga, mnogo godina zaredom učestvovao je kao imam u proslava koje organiziraju Oružane snage Austrije u čast Bošnjaka poginulih u Prvom svjetskom ratu, u Lebringu kod Grazu. Zajedno je sa Zvonimirom Bernwaldom učestvovao u dokumentarnoj emisiji televizije Südwestrundfunk o 13. SS diviziji i muslimanima u Waffen - SS trupama.